# Newlands of Geise
Newlands of Geise is een dorp ten zuidwesten van Thurso in de Schotse lieutenancy Caithness in het raadsgebied Highland.